# Вегберг
Вегберг (нем. Wegberg) — город в Германии, в земле Северный Рейн-Вестфалия.
Подчинён административному округу Кёльн. Входит в состав района Хайнсберг. Население составляет 29 100 человек (на 31 декабря 2010 года). Занимает площадь 84 км². Официальный код — 05 3 70 040.
Город подразделяется на 40 городских районов.
Недалеко от Вегберга находится исток реки Швальм.

## Фотографии

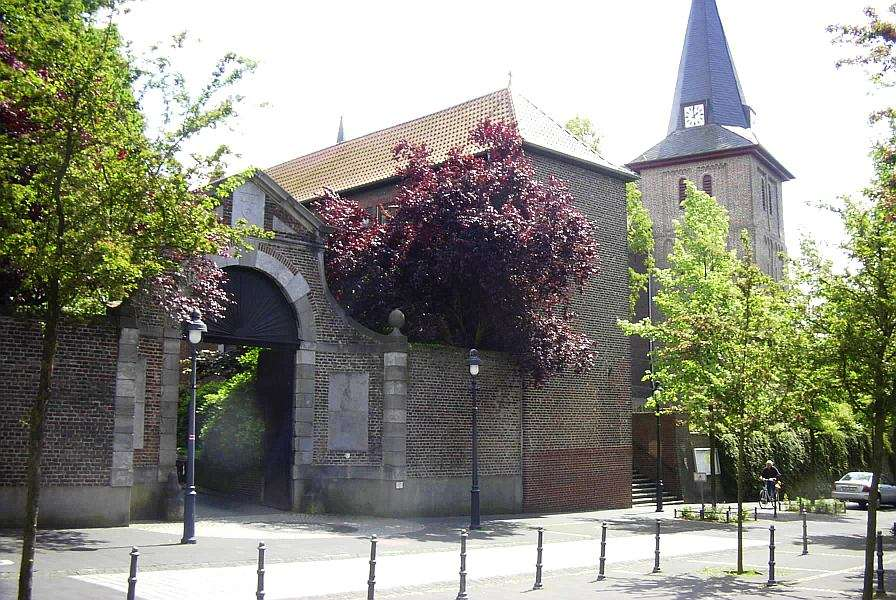
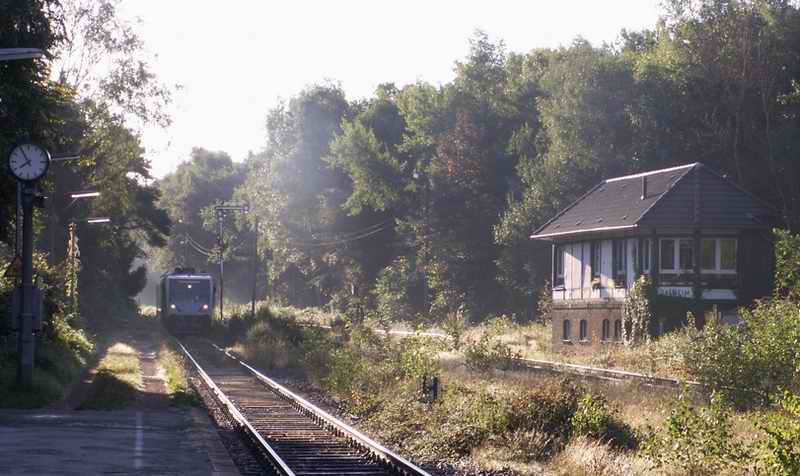
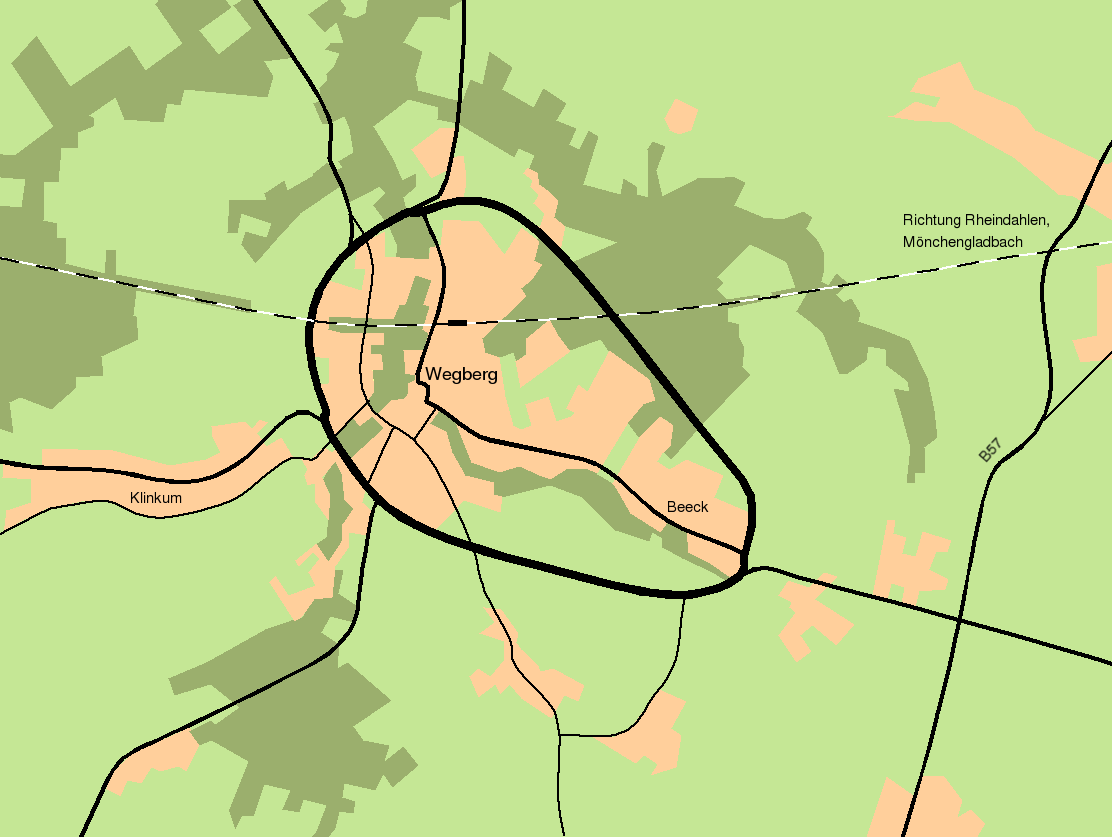